# Amina Mohamed
Pour les articles homonymes, voir Amina, Mohamed, Mohammed et Amina J. Mohammed.
Amina Mohamed Jibril, née le 5 octobre 1961 à Kakamega, est une femme politique kenyane. Elle est ministre de l'Éducation entre 2018 et 2019.

## Biographie

### Jeunesse et études
Bien que ses parents, originaires du Khatumo, soient des Somali, elle est née le 5 octobre 1961 à Kakamega au Kenya avec le nom de Aamina Maxamed Jibriil et est la huitième d'une fratrie de neuf enfants.
Après sa scolarité primaire à la Kakamega Primary School de Kakamega, elle rejoint la Butere Girls High School de Butere puis la Highland School d'Eldoret avant de suivre les cours de droit comparé et de droit international public à l'université d'État Taras-Chevtchenko de Kiev en république socialiste soviétique d'Ukraine avec, à la clé, une maîtrise en droit.

De retour au Kenya, elle remporte un postgraduate de Master of Laws à l'université Strathmore.
En 1993, elle obtient une année sabbatique de son employeur — l’État kényan — pour remporter un autre postgraduate en relations internationales à l'université d'Oxford.

### Carrière
La carrière professionnelle d'Amina Mohamed débute, en 1985, comme directrice juridique au ministère des Dévolutions. Ses compétences incluent aussi bien les projets impliquant l'aide de la Banque mondiale que l'établissement des règlements des municipalités.

Entre 1986 et 1990, elle est conseiller juridique au ministère des Affaires étrangères. Pendant cette période, elle prépare et négocie de nombreux traités internationaux et accords bilatéraux engageants l’État kényan.
Entre 1990 et 1993, elle occupe le poste de conseiller juridique à la mission diplomatique de la république du Kenya auprès de l'Office des Nations unies à Genève avant d'entreprendre, un cycle d'étude de postgraduate en relations internationales à l'université d'Oxford puis de reprendre son poste à Genève. En 1997, elle occupe toujours ce poste de conseiller juridique mais maintenant à la mission diplomatique de la république du Kenya auprès du Conseil de sécurité des Nations unies à New York.
Entre 2000 et 2006, elle obtient son premier poste de Chief executive officer et retourne à Genève en tant que chef de mission de l’État kényan auprès de l'Office des Nations unies.
En 2006, elle est nommée, au ministère des Affaires économiques et du Commerce extérieur kényan, directrice chargée de l'Europe et des pays du Commonwealth ainsi que des matières concernant la diaspora kényane.
2008 la voit passer au ministère de la Justice, de la Cohésion nationale et des Affaires constitutionnelles en tant que secrétaire permanente auprès du ministre de tutelle.
Le 13 mai 2011, elle est nommée par le secrétaire général des Nations unies Ban Ki-moon directrice exécutive adjointe du Programme des Nations unies pour l'environnement.
Sa longue expérience en relations internationales persuade le président Uhuru Kenyatta de la nommer au poste de ministre des Affaires étrangères en date du 23 avril 2013. Sa nomination est agréée par l'Assemblée nationale le 20 mai 2013 et elle prête serment devant celle-ci le 20 mai 2013. C'est la première femme à occuper ce poste dans son pays.
En avril 2013, sa candidature au poste de directeur de l'OMC n'est pas retenue.
En 2017, elle se présente au poste de président de la Commission de l'Union africaine, finalement remportée par le Tchadien Moussa Faki Mahamat.
En janvier 2018, elle est nommée ministre de l'Éducation.
En juillet 2020, elle est à nouveau nommée candidate par le Kenya au poste de directeur général de l'OMC, pour succéder à Roberto Azevêdo, qui a annoncé qu’il quitterait ses fonctions le 31 août 2020. En octobre 2020, elle déclare que si elle était élue, elle s'acquitterait des tâches de réforme de l'organisation et de relance du système de règlement des litiges. C'est finalement la Nigériane Ngozi Okonjo-Iweala qui est choisie.

### Vie privée
De confession musulmane, Amina Mohamed est mariée, depuis 2002, avec Khalid Ahmed avec qui elle a deux enfants. Le couple prend également soin de quatre orphelins.

## Distinctions et honneurs
- médaille de 1re classe de l'ordre de la Burning Spear[note 3] ;
- chevalier de l'ordre de l'Étoile de la solidarité italienne ;
- membre à vie du Mouvement international de la Croix-Rouge et du Croissant-Rouge ;
- membre du conseil consultatif international de l'Institut pour la vie et la paix[8] ;
- membre du conseil pour un agenda global pour l'Arctique (Global Agenda Council on the Arctic)[9] du Forum économique mondial ;
- membre du conseil consultatif de l'université Strathmore à Nairobi.